# Gonatocerus triguttatus
Gonatocerus triguttatus är en stekelart som beskrevs av Girault 1916. Gonatocerus triguttatus ingår i släktet Gonatocerus och familjen dvärgsteklar. Inga underarter finns listade i Catalogue of Life.

## Bildgalleri

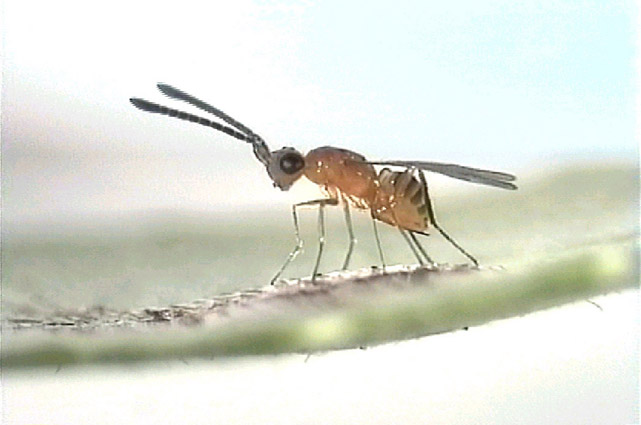